# Filipo I Filadelfo
Filipo I Filadelfo fue rey de Siria entre 95-83 a. C. Era el cuarto hijo de Antíoco VIII Gripo. Después de la muerte de su hermano Seleuco VI Epífanes en el año 95 a. C. combatió junto con otro de sus hermanos (que al parecer era su gemelo) Antíoco contra su primo Antíoco X Éusebes. Inicialmente los gemelos consiguieron destruir Mopsuestia, pero luego su primo los derrotó y uno de los hermanos, Antíoco, murió en el combate. No obstante, Filipo reinó sobre una parte de Siria junto con otro de sus hermanos, Demetrio III Eucarios. Luego, sin embargo, tuvo que resistir los ataques de Demetrio, a quien finalmente derrotó, y capturó la ciudad de Antioquía.
Otro de sus hermanos, Antíoco XII Dioniso, llegó a Damasco y ostentó allí el título de rey. Filipo realizó una expedición contra Damasco aprovechando la ausencia de su hermano, que estaba en otra campaña militar, pero finalmente no pudo apoderarse de la ciudad. Según Eusebio de Cesarea, Filipo fue depuesto como rey de Siria y quiso ir a Egipto ya que había sido invitado por los habitantes de Alejandría para reinar allí, pero Gabinio —un oficial de Pompeyo— se lo impidió.